# Юдин, Тихон Иванович
Тихон Иванович Юдин (1879—1949) — русский и советский психиатр.
Родом из Тульской губернии.
После окончания медицинского факультета Московского университета (1903) учился в клинической ординатуре психиатрической клиники этого же университета, которую возглавлял В. П. Сербский. После защиты докторской диссертации стал одним из первых помощников П. Б. Ганнушкина на кафедре психиатрии Московского государственного университета. Работал на кафедре психиатрии Казанского университета (1924—1932). Впоследствии был назначен деканом медицинского факультета, редактором «Казанского медицинского журнала». В 1931 году переехал в Харьков, где работал некоторое время директором, а затем заместителем директора Украинского психоневрологического института и заведовал кафедрой психиатрии Харьковского медицинского института (1932—1943).
Во время Великой Отечественной войны Т. И. Юдин заведовал научной частью невро-психиатрического госпиталя, а с 1943 года возглавлял кафедру III Московского медицинского института, где и работал до самой смерти.

## Работы
Автор более 100 работ по вопросам наследственности и роли экзогенных факторов, интоксикаций в этиологии психозов, шизофрении, прогрессивного паралича, эпилепсии и др.